# Synertek

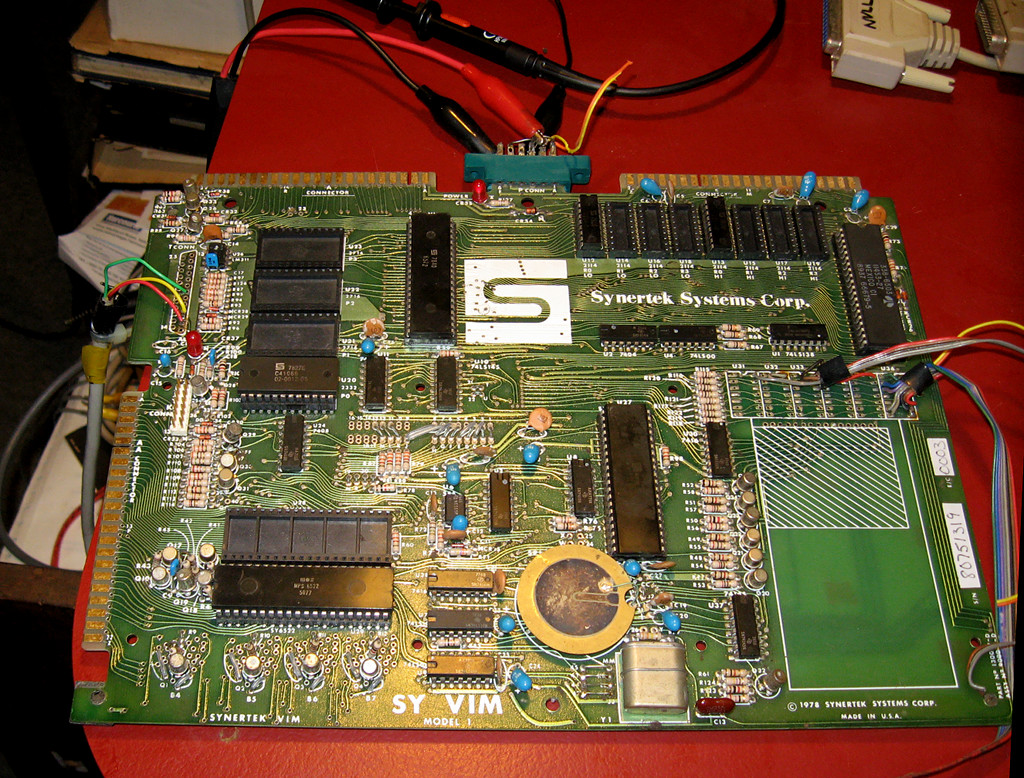
Einplatinencomputer Synertek VIM-1 aus dem Jahr 1978

Synertek, Inc. war ein US-amerikanischer Halbleiterhersteller, der im Jahr 1973 von Robert „Bob“ Schreiner zusammen mit vier weiteren Investoren gegründet wurde. Die Produktpalette reichte von integrierten Schaltkreisen und Metall-Oxid-Halbleiter-Feldeffekttransistoren bis zu den – ab dem Jahr 1979 als Second Source – erfolgreichen 8-Bit-Mikroprozessoren 6502 und 6507 von MOS Technology. Synertek belieferte unter anderem Atari und stattete bereits den bekannten Apple I aus. Zusätzlich stellte Synertek den weniger erfolgreichen Prozessor Philips/Signetics 2650 her.
Synertek kaufte das Unternehmen Microcomputer Associates, das u. a. aus den Ingenieuren Manny Lemas und Ray Holt bestand. Danach benannte sich das Unternehmen in Synertek Systems, Inc. um. Im Jahr 1978 veröffentlichte Synertek den Einplatinencomputer SYM-1, der mit einem 6502-Prozessor bestückt war und dem Einplatinencomputer KIM-1 entsprach.
Synertek wurde später (um 1979) von Honeywell übernommen.